# Mon premier amour (film, 1978)
Pour les articles homonymes, voir Mon premier amour.
Pour plus de détails, voir Fiche technique et Distribution.
Mon premier amour est un film français réalisé par Élie Chouraqui, sorti en 1978.

## Synopsis
Après 20 ans de vie commune, Richard s'aperçoit que sa mère Jane est malade d'une leucémie. Pendant tout ce temps, il ne s'est rendu compte de rien. Pour rattraper le temps perdu, il va désormais se consacrer à sa mère en lui offrant la fin la plus paisible possible...

## Fiche technique
- Titre : Mon premier amour
- Réalisation : Élie Chouraqui, assisté d'Alain Wermus
- Scénario : Élie Chouraqui d'après le roman éponyme de Jack-Alain Léger
- Production : Jean-Claude Bourlat et Élie Chouraqui
- Musique : Michel Legrand
- Photographie : Bernard Zitzermann
- Montage : Marie-Josèphe Yoyotte
- Costumes : Karl Lagerfeld
- Pays d'origine :  France
- Format : couleur - Mono - Ratio : 1,66:1
- Genre : drame
- Durée : 100 minutes
- Date de sortie : 1978

## Distribution
- Anouk Aimée : Jane Romain
- Richard Berry : Richard
- Nathalie Baye : Fabienne
- Gabriele Ferzetti : Georges
- Jacques Villeret : Jacques Labrousse
- Gilles Ségal : Le professeur
- Nicole Seguin : Carole
- Arlette Gordon : Sarah
- Jacques Ebner : Le portier de nuit
- René Bouloc : Chauffeur de taxi
- Stéphane Nachba : Richard, enfant
- Bernard-Pierre Donnadieu : Patron de café

## Autour du film
- Le premier assistant-réalisateur sur ce film était Régis Wargnier.